# سبت آيت رحو
 سبت آيت رحو  (بالإنجليزية: SEBT AIT RAHOU)‏ هي جماعة حضرية تابعة لإقليم خنيفرة ضمن جهة مكناس تافيلالت بالمغرب. بلغ مجموع عدد سكان  سبت آيت رحو حسب إحصاءات 2004 حوالي 10209 نسمة من بينهم 1 أجنبي يعيشون في 1896 أسرة.